# Irina Valerjevna Sajhliszlamova
Irina Valerjevna Sajhliszlamova (oroszul: Ирина Валерьевна Шайхлисламова; Jemanzselinszk, Szovjetunió, 1986. január 6.) orosz modell. A modellvilágban Irina Sejk, vagy angolosan Irina Shayk (Ирина Шейк) néven ismert.

## Élete
Apja tatár és anyja orosz. 2004-ben fedezték fel Oroszországban. Több újság címlapján szerepelt mint az Annabelle (Németország, 2005 május), Jalouse (Görögország, 2006 február) és a Bolero (Svájc, 2005 június), valamint szerepelt a Sports Illustrated 2007, 2008 és 2009-es fürdőruhás kiadványában (Sports Illustrated Swimsuit Issue). Több reklámban is feltűnt, látható volt az Intimissimi, a Lacoste és a Martini hirdetéseiben is.

## Magánélete
2009-ben találkozott Cristiano Ronaldo portugál labdarúgóval, akivel nem sokkal később járni kezdett. Ronaldo 2015 januárjában vetett véget a kapcsolatnak.
2015 tavaszán Bradley Cooper amerikai színésszel kezdett járni. Lányuk, Lea De Seine 2017. március 21-én született Los Angelesben. A pár 2019 júniusában szakított.

## Filantrópia
Shayk egy szülészeti kórházat segít szülővárosában, Jemanzselinszkben. Nővérével együtt segítettek a helyi kórház gyermekosztályának felújításában, és most Shayk pénzt gyűjt egy orosz jótékonysági szervezet, a Pomogi - „Segítség” számára, amely beteg gyermekeknek nyújt ellátást. Shayk a Pomogi hivatalos nagykövete Oroszországban.
A New York-i Élelmiszerbank és az ASPCA nagykövete.
Ellenzi a 2022-es ukrajnai orosz inváziót, kijelentette, hogy adományozni kíván az UNICEF-nek és a Vöröskeresztnek az ukrajnai humanitárius tevékenységek támogatására, és arra kérte követőit, hogy ők is gyűjtsenek adományokat.

## Filmográfia

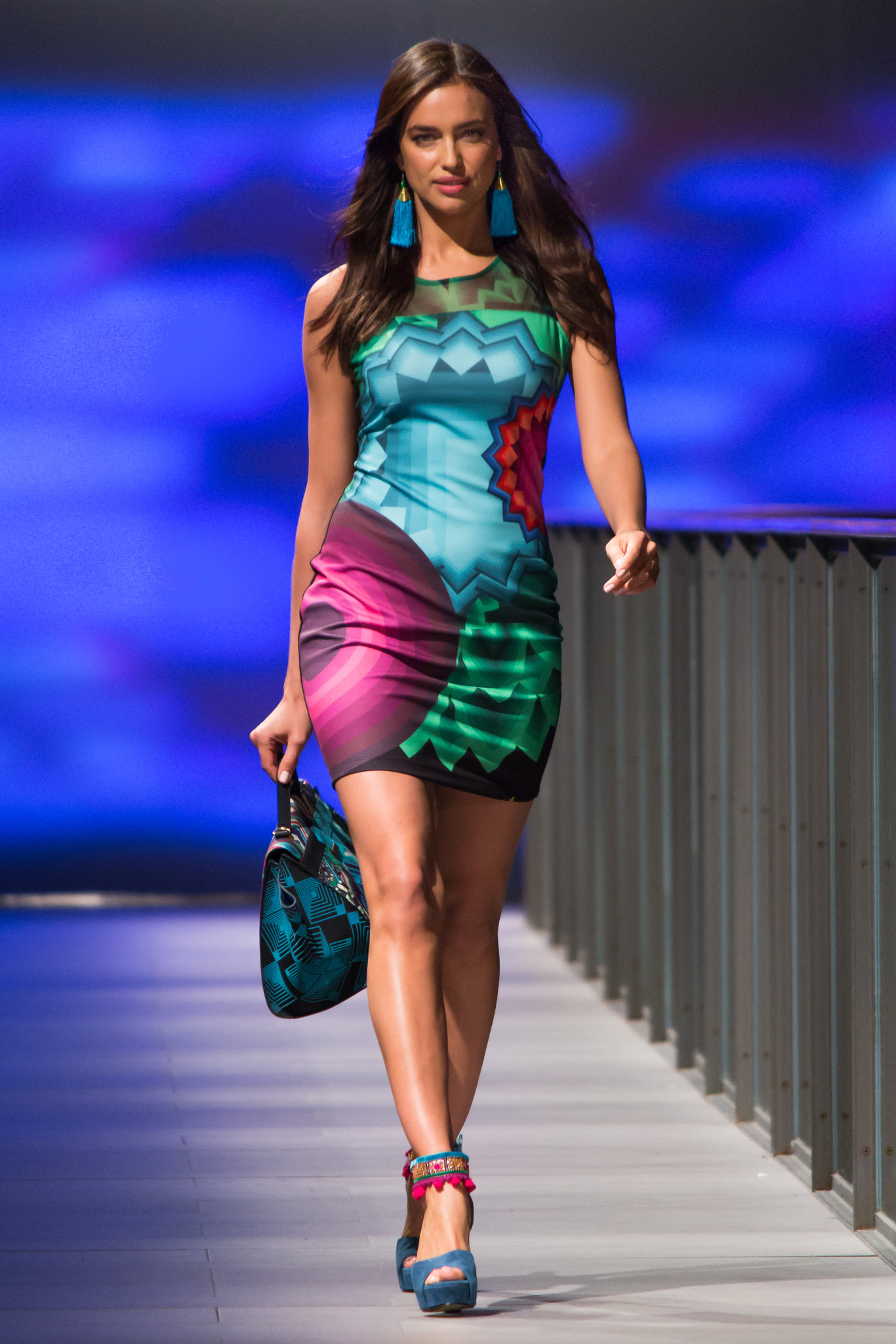
Shayk a kifutón 2014-ben

| Év   | Magyar cím         | Eredeti cím        | Szerep  | Megjegyzés                |
| ---- | ------------------ | ------------------ | ------- | ------------------------- |
| 2014 | Herkules           | Hercules           | Megara  | debütáló filmje           |
| 2016 | Amynek áll a világ | Inside Amy Schumer | feleség | Epizód: "Psychopath Test" |

### Videóklip
| Év   | Cím          | Előadó(k)                    |
| ---- | ------------ | ---------------------------- |
| 2010 | "Power"      | Kanye West                   |
| 2014 | "Yo También" | Romeo Santos és Marc Anthony |

### Videójáték
| Év   | Cím                     | Szerep      | Megjegyzés   |
| ---- | ----------------------- | ----------- | ------------ |
| 2011 | Need for Speed: The Run | Mila Belova | szinkronhang |

### Web-sorozat
| Év   | Cím      | Szerep | Megjegyzés           |
| ---- | -------- | ------ | -------------------- |
| 2020 | Cop Show | önmaga | Epizód: "The Lawyer" |